# 尾崎真實
尾崎真實（日语：／ Ozaki Mami，3月22日—）是日本女性配音員，Green Note所屬。千葉縣出身。血型O型。

## 經歷
原事務所為Toritori Office，在Toritori Office被POWER RISE吸收合併後成為其成員。2020年1月8日移籍至Office Watanabe（業務提攜），7月27日移籍至Green Note。
2020年12月31日在Twitter宣佈結婚。

## 演出作品

### 電視動畫
2012年
- 少女與戰車（五十鈴華）

2014年
- 魔女的使命（羅蘭）
- SONIANI -SUPER SONICO THE ANIMATION-（綿拔風璃）
- Happiness Charge 光之美少女！（椎名艾雷奈、藤間）

2015年
- 無頭騎士異聞錄 DuRaRaRa!!×2（友人的母親）
- Brave Beats（日语：ブレイブビーツ）（白井老師、星野明美）

2016年
- HEYBOT!（日语：ヘボット!）（カスリーナ）

2017年
- Dies irae（看護師）

2018年
- 最終休止符 -無止境的螺旋物語-（米莫莎）

### OVA
2009年
- 暮蟬悲鳴時禮（看護婦A）

2014年
- 少女與戰車 這就是真正的安齊奧戰！（五十鈴華）

### 劇場動畫
2014年
- 電影 光之美少女 All Stars New Stage3 永遠的朋友（男孩子）

2015年
- 少女與戰車 劇場版（五十鈴華）

2017年
- 少女與戰車 最終章（第1話）（五十鈴華）

2019年
- 少女與戰車 最終章（第2話）（五十鈴華、安達露西亞）

2021年
- 少女與戰車 最終章（第3話）（五十鈴華）

2023年
- 少女與戰車 最終章（第4話）（五十鈴華）

2025年
- 少女與戰車 更加相親相愛作戰！（五十鈴華[2]）

### 遊戲
- PhaseD系列（佐山操）
  - PhaseD 白影之章
  - PhaseD 朱姬之章

2014年
- 82H Blossom（高野遙）
- SONIPRO（綿拔風璃）
- 數碼獸迷宮（庫）

2016年
- PriministAr（比古咲花蓮[3]）
- PURAMAI WARS V（神宮夏瑠[4]）
- 星織夢未來 Converted Edition（沖原美砂[5]）

2017年
- Princess Principal GAME OF MISSON（瑪莉亞·弗羅倫斯[6]）
- 千之刃濤、桃花染之皇姬（艾露莎·瓦倫丁[7]）

2018年
- 少女與戰車 夢幻大會戰（五十鈴華[8]）

## 外部連結
- （日語） 尾崎真実，事務所的介紹簡頁。
- （日語） 尾崎真実のまみまみれ。 （页面存档备份，存于），網誌。
- 尾崎真實的X（前Twitter）